# Jorge Rossy
Jorge Rossy, detto Jordi (Barcellona, 21 agosto 1964), è un batterista, vibrafonista e pianista spagnolo di musica jazz.

## Biografia
Jorge Rossy inizia a suonare la batteria a undici anni. Negli anni Ottanta, suona con diversi artisti in tour, del calibro di Woody Shaw, Kenny Wheeler e Jacky Walrath. Nel 1989 si trasferisce a Boston per diplomarsi in tromba al Berklee College of Music, ma è la batteria lo strumento che lo porta ad avere maggiore successo, andando in tour con Danilo Perez e Paquito D'Rivera. Nel 1991 si trasferisce a New York insieme al fratello Mario (bassista), dove entra a far parte della scena suonando nei gruppi dei suoi ex compagni della Berklee, tra cui Mark Turner, Chris Cheek, Kurt Rosenwinkel.
Nel 1995 entra a far parte del trio di Brad Mehldau, insieme al bassista Larry Grenadier. Questa collaborazione dura undici anni, durante i quali vengono registrati numerosi album e portati a termine tour mondiali.
Nel 2000 torna a Barcellona, e si dedica al pianoforte. Il suo debutto da pianista è nel quintetto di Jordi Matas con il disco All That Matas, nel 2003. Come leader, invece, pubblica il suo primo lavoro in piano trio nel 2007, Wicca, con R. J. Miller e Albert Sanz. Continua tuttavia a lavorare prevalentemente come batterista, tra le sue collaborazioni più importanti ci sono: il quartetto di Lee Konitz e Ethan Iverson, Charlie Haden, la Liberation Orchestra di Carla Bley, il quartetto Europa di Joe Lovano, Seamus Blake, il trio di Chick Corea con Niels-Henning Ørsted Pedersen, il quartetto di Wayne Shorter.
Nel 2015 registra Stay There, il suo debutto come vibrafonista e marimbista.

## Discografia

### Come leader
- 2007 - Wicca (Fresh Sound New Talent)
- 2010 - Iulianus Suite (Nuba Records / Produccions ContraBaix)
- 2013 - Iri's Blues (Moskito Rekords)
- 2016 - Stay There (Pirouet)
- 2018 - Beyond Sunday (Jazz&People)
- 2021 - Puerta (ECM Records)
- 2023 - Luna (Fresh Sound Records)

### Come comprimario
- 1994 - Mehldau & Rossy Trio, When I Fall in Love (Fresh Sound New Talent)
- 1997 - Brad Mehldau, Perico Sambeat, Mario Rossy, Jordi Rossy, New York - Barcelona Crossing (Fresh Sound New Talent)
- 1998 - Brad Mehldau, Perico Sambeat, Mario Rossy, Jordi Rossy, New York - Barcelona Crossing, Volumen 2 (Fresh Sound New Talent)
- 1998 - Mark Turner, Chris Cheek, George Colligan, Mario Rossy, Jordi Rossy, The Music of Mercedes Rossy (Fresh Sound New Talent)
- 2002 - Chris Cheek, Ethan Iverson, Ben Street Jorge Rossy, Guilty - Live at the Jamboree (Fresh Sound New Talent)
- 2002 - Chris Cheek, Ethan Iverson, Ben Street, Jorge Rossy, Lazy Afternoon - Live at the Jamboree (Fresh Sound New Talent)
- 2011 - Thomas Sauter, Daniel Schläppi, Jorge Rossy, Wonderland (Catwalk)
- 2012 - Pietro Tonolo, Arnie Somogyi, Jorge Rossy, Joe Chambers, Passport (Parco della Musica Records)
- 2013 - Ethan Iverson, Lee Konitz, Larry Grenadier, Jorge Rossy, Costumes Are Mandatory (HighNote Records, Inc.)
- 2013 - Thomas Sauter, Daniel Schläppi Perceptions, Jorge Rossy, (Catwalk)
- 2013 - Andy Scherrer, William Evans, Stephan Kurmann, Jorge Rossy, Out of the Bird's Eye (TCB Records)
- 2015 - Rossy & Kanan Quartet, Gershwin (Swit Records)
- 2015 - Michael Beck, Domenic Landolf, Jorge Rossy, Aphorism (Unit Records)
- 2016 - Pierre Perchaud, Nicolas Moreaux, Jorge Rossy, Fox (Jazz&People)
- 2017 - Gustav Lundgren, Doug Weiss, Jorge Rossy, Jazz, Vol. 1 (Lundgren Music)
- 2017 - Pierre Perchaud, Nicolas Moreaux, Jorge Rossy, Chris Cheek, Fox - Pelican Blues (Jazz&People)
- 2017 - William Evans, Donat Fisch, Bänz Oester, Jorge Rossy, Andy Scherrer, Schlitten (QFTF)
- 2017 - Jorge Rossy, Javier Vercher, Filantropia (autopubblicato)
- 2018 - Gustav Lundgren, Jorge Rossy, Doug Weiss, Jazz, Vol. 2 (Lundgren Music)
- 2018 - Crhistian Ugurel, Jaume Llombart, Santi Careta, Jorge Rossy, Cercles (autopubblicato)
- 2018 - Roberto Tarenzi, James Cammack, Jorge Rossy, Love and Other Simple Matters (Via Veneto Jazz)
- 2018 - Domenic Landolf, Bill McHenry, Bänz Oester, Jorge Rossy, Off the Cuff (QFTF)
- 2019 - Gustav Lundgren, Doug Weiss, Jorge Rossy, Tom Warburton, Ballad for Bill (Lundgren Music)
- 2020 - Chris Cheek, Gustav Lundgren, Jorge Rossy, Tom Warburton, The Jerome Kern Songbook (Fresh Sound Records)
- 2020 - Gustav Lundgren, Chris Cheek, Jorge Rossy,Live at Fasching (Lundgren Music)
- 2020 - Fredrik Carlquist, Jorge Rossy, El Secreto Peor Guardado (Temps Records)
- 2021 - Yuri Storione, Jorge Rossy, Dominik Schürmann, This Time The Dream's On Us (TCB Records)
- 2022 - Per Møllehøj, Richard Andersson, Jorge Rossy, Inviting (Hobby Horse Records)
- 2022 - Carme Canela, Jorge Rossy, Jaume Llombart, Lost in the Stars (Fresh Sound Records)
- 2023 - Johannes Enders, Renato Chicco, Jorge Rossy, MicroOrganisms - Live in Graz (Ammerton, Enja Records)
- 2023 - Nils Bo Davidsen, Martin Maretti Andersen, Jorge Rossy, From a Mountain (Mingus Records)
- 2023 - Aphorism Quartet, Portrait
- 2024 - Dario Deidda, Jorge Rossy, Pietro Tonolo, Somewhere (Parco della Musica Records)

### Collaborazioni
- 1995 - Brad Mehldau, Introducing Brad Mehldau (Warner Bros.)
- 1995 - Mark Turner Quintet, Yam Yam (Criss Cross Jazz)
- 1997 - Brad Mehldau, The Art of the Trio, Volume One (Warner Bros.)
- 1997 - Chris Cheek Quartet, I Wish I Knew (Fresh Sound New Talent)
- 1998 - Brad Mehldau, Live at the Village Vanguard: The Art of the Trio Volume Two (Warner Bros.)
- 1998 - Brad Mehldau, Songs: The Art of the Trio Volume Three (Warner Bros.)
- 1998 - Kurt Rosenwinkel Trio, East Coast Love Affair (Fresh Sound New Talent)
- 1999 - Brad Mehldau, Art of the Trio 4: Back at the Vanguard (Warner Bros.)
- 2000 - Brad Mehldau, Places (Warner Bros.)
- 2001 - Brad Mehldau, Progression: The Art of the Trio, Vol. 5 (Warner Bros.)
- 2004 - Brad Mehldau, Anything Goes (Warner Bros.)
- 2006 - Brad Mehldau, House on Hill (Nonesuch)
- 2015 - Mayte Alguacil, Day by Day (Fresh Sound New Talent)
- 2016 - Albert Vila, Standars (Quadrant Records)
- 2016 - Voro Garcia, Roommates (Jazz Activist)
- 2020 - Enrico Pieranunzi, Common View (Challenge Records)
- 2020 - Luismi Segurado Trio, Hocicology (Fresh Sound New Talent)
- 2021 - Jakob Bro, Uma Elmo (ECM Records)
- 2021 - Andy Herrman Trio, My Secret Love (Unit Records)
- 2021 - Claus Waidtløw, The Seasons (Jaeger Community Music)
- 2021 - Martin Leiton, Desde a Bajo (Underpool)
- 2022 - Kurt Rosenwinkel & Jean-Paul Brodbeck, The Chopin Project (Heartcore Records)
- 2022 - Jakob Bro, Joe Lovano, Once Around the Room (ECM Records)
- 2022 - Pablo Held, Meet Me at the Loft (Live) (Hopalit Records)
- 2023 - William Evans & Roberto Koch, Quiet Journey (TCB Records)
- 2023 - David Schnitter, Two for the Road (Fresh Sound New Talent)
- 2024 - Ricardo Pinheiro, Tone Stories (Fresh Sound Records)
- 2024 - Gerard Chumilla, Introducing Gerard Chumilla (Fresh Sound New Talent)
- 2024 - Fabio Gouvea, Desvio (Prisma Music)